# Hundsbächel
Das Hundsbächel ist ein rund 4 km langer rechter Zufluss des Schwarzbaches. Der Bach liegt in seiner gesamten Länge auf der Gemarkung der Gemeinde Heltersberg.

## Geographie

### Verlauf
Das Hundsbächel entspringt nordöstlich vom Kleinen Hundsberg. Es umfließt diesen Berg in einem kleinen Linksbogen und fließt dann in südsüdwestlicher Richtung. Es fließt am Kasimirfels vorbei, um schließlich an der Hundsweihersägemühle in den Schwarzbach zu münden.

### Einzugsgebiet
Das Einzugsgebiet des Hundsbächels ist 7,3 km² groß.
Es entwässert den Heltersberger Wald und den Wadgasser Wald mit dem Dinkelsberg, dem Kleinen Hundsberg und dem Großen Hundsberg.

## Bauwerke
Im Bachverlauf gibt es mehrere Weiher. Der Größte davon, kurz vor der Einmündung in den Schwarzbach, wurde zum Betrieb der Hundsweihersägemühle genutzt.